# Smeerolie

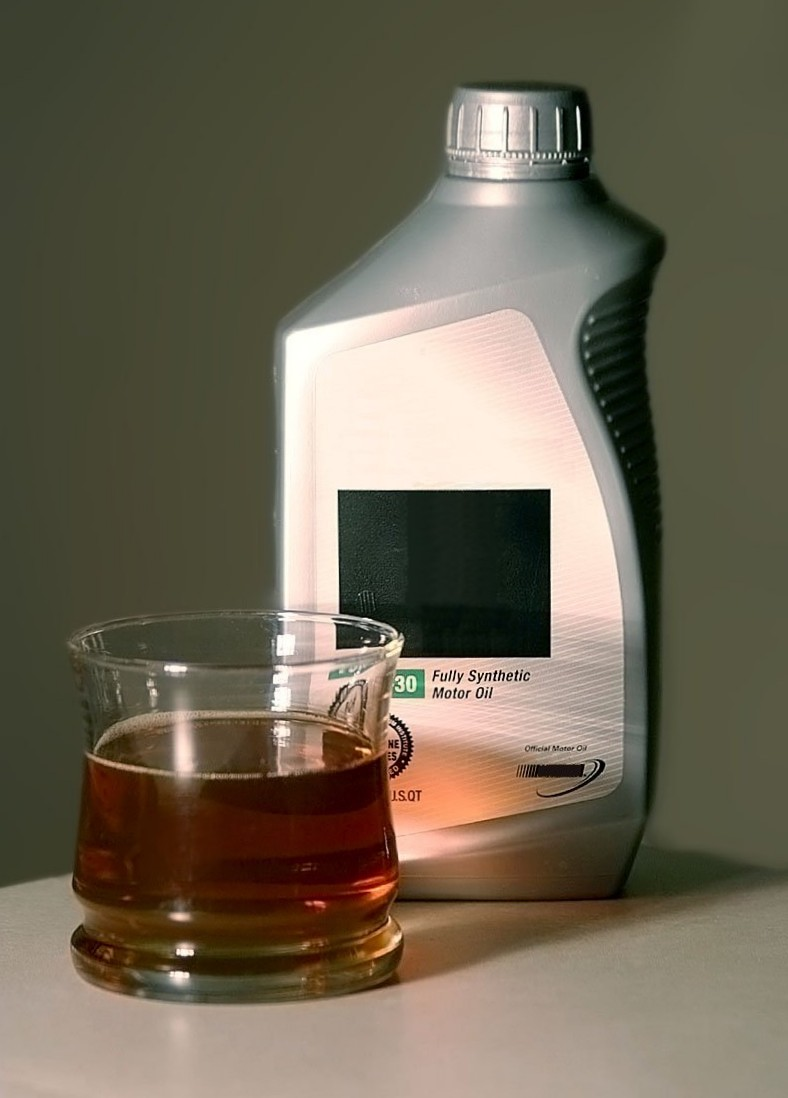
Motorolie

Smeerolie is olie die bedoeld is om als smeermiddel gebruikt te worden.
Het gebruik van smeermiddelen om wrijving te verminderen, is al heel oud. De Egyptenaren bijvoorbeeld gebruikten al sinds 1400 v.Chr. een primitief mengsel van dierenvet en calciumzeep om de wielen van hun strijdwagens te smeren. 
Er bestaan verschillende manieren om smeerolie in te delen, maar de voornaamste is naar hun oorsprong. Minerale olie is olie die geraffineerd is uit ruwe aardolie. Dit is een proces waarbij minerale smeerolie gewonnen wordt door het residu van de atmosferische destillatie vacuüm te destilleren. Veel smeeroliën op basis van minerale olie zijn niet of slecht biologisch afbreekbaar. Daarnaast bestaan er ook smeeroliën op basis van een synthetische olie, ook wel poly-alpha-olefin (PAO) genoemd.
Er zijn ook bio-smeeroliën verkrijgbaar, gemaakt op basis van plantaardige en dierlijke oliën en vetten. Deze bio-smeermiddelen zijn biologisch afbreekbaar en niet toxisch en daarmee minder belastend voor het milieu. Ze worden daarom vooral toegepast in de bosbouw, de landbouw, weg- en waterbouw en de scheepvaart, maar ook voor auto- en vliegtuigmotoren zijn er bio-smeermiddelen.
Mengsels van minerale en bio-smeerolie worden samengestelde olie of, met de Engelse term, compounds genoemd. Dergelijke mengsels hebben bepaalde gewenste eigenschappen die niet mogelijk zijn met alleen een minerale of bio-smeerolie.
Om de eigenschappen van smeerolie te beïnvloeden, worden ook kleine hoeveelheden van stoffen van chemische oorsprong, zogenaamde additieven, toegevoegd.

## Motorolie
Een toepassing van smeerolie is motorolie, gebruikt in een verbrandingsmotor zoals die van een voertuig. Overigens is smering niet de enige functie van motorolie: ook koeling, geluidsdemping, reiniging, afdichting en het verhinderen van oxidatie (roest) spelen mee. 
De meest gebruikte indeling van motorolie is die volgens de Society of Automotive Engineers (SAE). Er bestaat monograad- en multigraadmotorolie. Deze graden zijn gebaseerd op de viscositeit van de olie bij verschillende temperaturen.
Motorolie wordt ook ingedeeld volgens specificaties van industriestandaarden, zoals die van de Association des Constructeurs Européens d'Automobiles (ACEA), vooral door Europese autoconstructeurs gebruikt, American Petroleum Institute en/of Japanese Automotive Standards Organization (JASO).
Voor de keuze van motorolie wordt vaak gekeken naar de homologatie die een bepaalde motorolie draagt. Een homologatie is de officiële verklaring van een autoconstructeur dat een bepaalde olie aan zijn vereisten voldoet. De vereiste homologatie voor een bepaald type motor is te vinden in het onderhoudsboekje.